# Bahnstrecke Berchtesgaden–Hangender Stein
| Streckennummer (DB): | 5742 (Berchtesgaden Hbf–Salzbergwerk) |                                                 |                                                |
| Kursbuchstrecke: | 248 c                                 |                                                 |                                                |
| Streckenlänge: | 12,6 km                               |                                                 |                                                |
| Spurweite: | 1435 mm (Normalspur)                  |                                                 |                                                |
| Stromsystem: | bis 1942: 1000 Volt =                 |                                                 |                                                |
| |                                       |                                                 |                                                |
| \| \| \| von Bad Reichenhall \| \| \| \| 0,00 \| Berchtesgaden Hbf (ehemals: Berchtesgaden) \| 540 m \| \| \| \| Verbindungsgleis von Königsseer Bf \| \| \| \| \| \| \| \| \| \| Berchtesgadener Tunnel (244 m) \| \| \| \| \| Mühlbach \| \| \| \| \| \| \| \| \| \| Anschluss Hofbrauhaus Berchtesgaden \| \| \| \| 1,30 \| Berchtesgaden Ost (ehemals: Breitwiesenbrücke) \| Berchtesgaden Ost (ehemals: Breitwiesenbrücke) \| \| \| 2,10 \| Salzbergwerk (ehemals: Bergwerk) \| 526 m \| \| \| 4,80 \| Au bei Berchtesgaden (ehemals: Au/Reckensberg) \| 512 m \| \| \| 6,30 \| Almbachklamm \| 501 m \| \| \| 9,80 \| Marktschellenberg (ehemals: Schellenberg Markt) \| 477 m \| \| \| 12,42 \| Staatsgrenze Deutschland / Österreich \| Staatsgrenze Deutschland / Österreich \| \| \| 12,50 \| Hangender-Stein-Tunnel (35 m) \| Hangender-Stein-Tunnel (35 m) \| \| \| 12,60 \| Hangender Stein \| 461 m \| \| \| \| nach Salzburg \| \| |                                       |                                                 |                                                |
| Strecke |                                       | von Bad Reichenhall                             | von Bad Reichenhall                            |
| Kopfbahnhof Strecke ab hier außer Betrieb | 0,00                                  | Berchtesgaden Hbf (ehemals: Berchtesgaden)      | 540 m                                          |
| Abzweig geradeaus und von rechts (Strecke außer Betrieb) |                                       | Verbindungsgleis von Königsseer Bf              | Verbindungsgleis von Königsseer Bf             |
| Verschwenkung von links (Strecke außer Betrieb) · Verschwenkung von rechts (Strecke außer Betrieb) |                                       |                                                 |                                                |
| Strecke (außer Betrieb) · Tunnel (Strecke außer Betrieb) |                                       | Berchtesgadener Tunnel (244 m)                  | Berchtesgadener Tunnel (244 m)                 |
| Brücke über Wasserlauf (Strecke außer Betrieb) · Brücke über Wasserlauf (Strecke außer Betrieb) |                                       | Mühlbach                                        | Mühlbach                                       |
| Verschwenkung nach links (Strecke außer Betrieb) · Verschwenkung nach rechts (Strecke außer Betrieb) |                                       |                                                 |                                                |
| Abzweig geradeaus und von links (Strecke außer Betrieb) |                                       | Anschluss Hofbrauhaus Berchtesgaden             | Anschluss Hofbrauhaus Berchtesgaden            |
| Bahnhof (Strecke außer Betrieb) | 1,30                                  | Berchtesgaden Ost (ehemals: Breitwiesenbrücke)  | Berchtesgaden Ost (ehemals: Breitwiesenbrücke) |
| Bahnhof (Strecke außer Betrieb) | 2,10                                  | Salzbergwerk (ehemals: Bergwerk)                | 526 m                                          |
| Bahnhof (Strecke außer Betrieb) | 4,80                                  | Au bei Berchtesgaden (ehemals: Au/Reckensberg)  | 512 m                                          |
| Bahnhof (Strecke außer Betrieb) | 6,30                                  | Almbachklamm                                    | 501 m                                          |
| Bahnhof (Strecke außer Betrieb) | 9,80                                  | Marktschellenberg (ehemals: Schellenberg Markt) | 477 m                                          |
| Grenze (Strecke außer Betrieb) | 12,42                                 | Staatsgrenze Deutschland / Österreich           | Staatsgrenze Deutschland / Österreich          |
| Tunnel (Strecke außer Betrieb) | 12,50                                 | Hangender-Stein-Tunnel (35 m)                   | Hangender-Stein-Tunnel (35 m)                  |
| Bahnhof (Strecke außer Betrieb) | 12,60                                 | Hangender Stein                                 | 461 m                                          |
| Strecke (außer Betrieb) |                                       | nach Salzburg                                   | nach Salzburg                                  |

Die Bahnstrecke Berchtesgaden–Hangender Stein, meist als Lokalbahn oder umgangssprachlich als Grüne Elektrische bezeichnet, war eine 12,6 Kilometer lange grenzüberschreitende Nebenbahn. Die normalspurige und elektrifizierte Strecke führte von Berchtesgaden in Bayern über Marktschellenberg nach Grödig in Österreich. Dort bestand im Bahnhof Hangender Stein Anschluss zur Bahnstrecke Salzburg–Hangender Stein, der sogenannten Roten Elektrischen. Mit dieser war die hier beschriebene Bahn betrieblich eng verbunden. Am Ausgangspunkt Berchtesgaden Hauptbahnhof bestand wiederum eine Verknüpfung mit der Bahnstrecke Bad Reichenhall–Berchtesgaden sowie der Königsseebahn.

## Geschichte

### Eröffnung als dampfbetriebene Lokalbahn

Der Hangender-Stein-Tunnel zu Zeiten des Dampfbetriebs

Nachdem Berchtesgaden bereits seit 1888 von Reichenhall her ans Eisenbahnnetz angeschlossen war, genehmigten die Behörden 1904 auch den Bau der Strecke Berchtesgaden–Hangender Stein. Daraufhin vereinbarten die Königlich Bayerischen Staatseisenbahnen per Staatsvertrag eine Kooperation mit der Salzburger Eisenbahn- und Tramwaygesellschaft (SETG). Als Eigentumsgrenze wurde die Landesgrenze festgelegt, die Zollabfertigung für Güterzüge fand in Hangender Stein statt, auf bayerischer Seite in Schellenberg Markt. Mit dem Bau wurde 1906 begonnen, mit Unterstützung einer Kompanie des Eisenbahn-Bataillons. Am 16. Juli 1907 erfolgte die Eröffnung des, anfangs noch dampfbetriebenen, Teilabschnitts Berchtesgaden–Marktschellenberg, damals noch Schellenberg Markt, am 1. Oktober 1907 die Vollendung bis Hangender Stein. Am gleichen Tag verlängerte man auch die aus Richtung Salzburg Lokalbahnhof kommende Dampfstraßenbahn von St. Leonhard-Drachenloch bis Hangender Stein.
Wichtigste Zwischenstation der Strecke war Schellenberg Markt, wo auch die Zollabfertigung für die Personenzüge erfolgte. Der Bahnhof verfügte über ein 87 Meter langes Ausweichgleis und ein 84 Meter langes Freiladegleis, ein Empfangsgebäude mit Dienstraum, Warteräumen und den für die Zollabfertigung nötigen Räumen, ein Abortgebäude sowie einen kleinen Güterschuppen. Den Stationsdienst besorgte ein sogenannter Lokalbahnagent, den ein weiterer Bediensteter unterstützte.
Anfangs verkehrten täglich sechs Zugpaare, bestehend aus einer Lokomotive und zwei Personenwagen, bei starkem Andrang mit bis zu fünf Wagen. Jeder Wagen verfügte über zwölf Sitzplätze in der II. Wagenklasse, 15 Sitzplätze in der III. Wagenklasse und 20 Stehplätze.

### Elektrifizierung

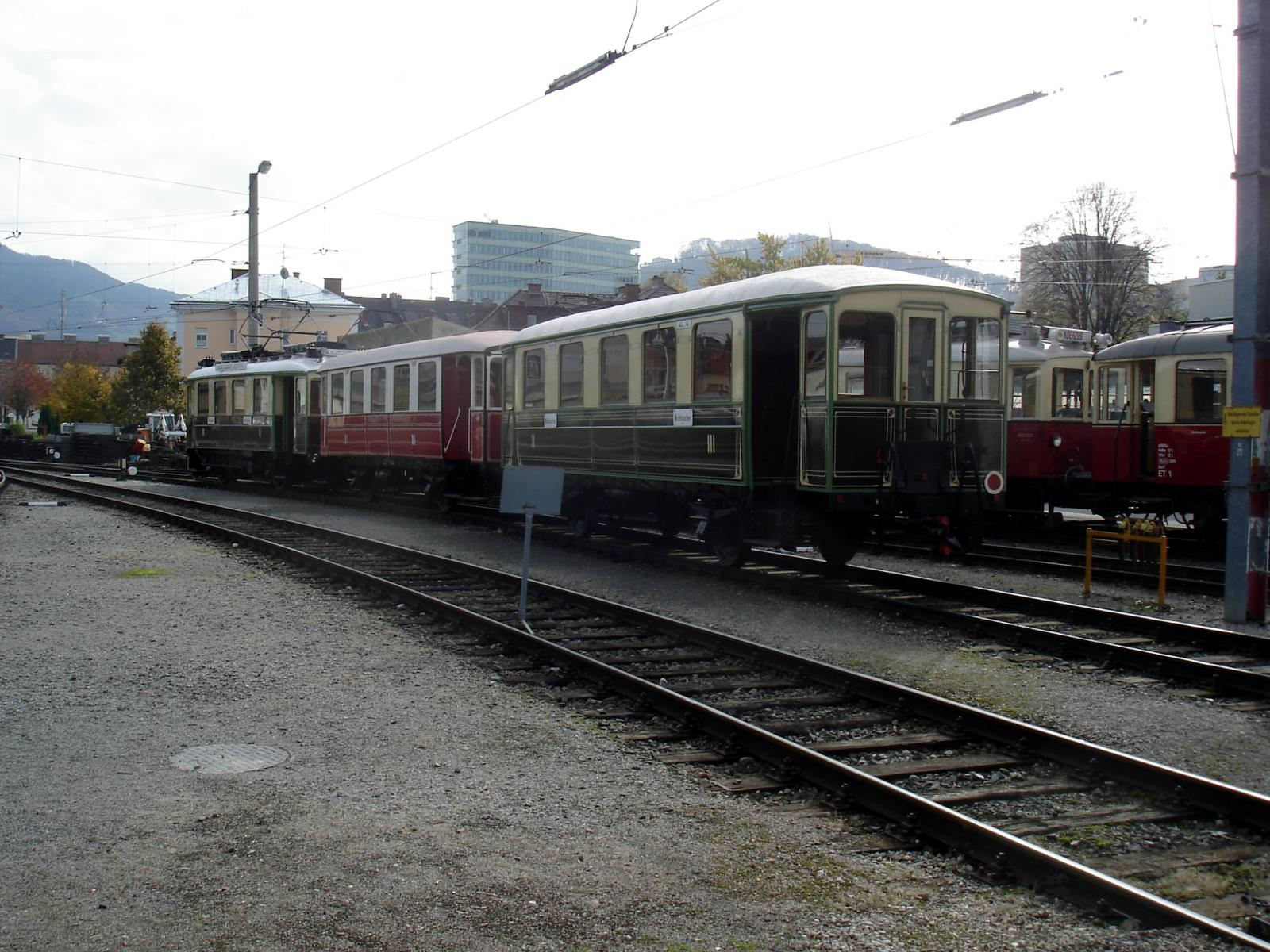
Zwei Wagen der Grünen Elektrischen blieben bei der Salzburger Lokalbahn museal erhalten

Am 15. Januar 1908 erfolgte schließlich die Aufnahme des elektrischen Betriebs zwischen Berchtesgaden und Hangender Stein, die Höchstgeschwindigkeit betrug bei Personenzügen bei 40 km/h und bei Güterzügen bei 10 km/h. Ab dem 1. Juli 1909 bestand dann mit der Elektrifizierung der österreichischen Anschlussstrecke ein durchgehender elektrischer Betrieb auf der Gesamtstrecke zwischen Berchtesgaden und Salzburg. Es bestand eine Gemeinschaftslinie, auf dieser verkehrten grün lackierte MBCL-Triebwagenzüge der Königlich Bayerischen Staatseisenbahnen bis Salzburg und rot lackierte MBC-Triebwagenzüge der SETG bis Berchtesgaden. Hierbei handelte es sich um ein Vorgängerunternehmen der heutigen Salzburg AG. Die Fahrzeuge waren weitgehend baugleich, zudem existierten einheitliche Tarife und ein grenzüberschreitender Personaleinsatz.
Bereits zuvor, am 29. Mai 1909, ging am anderen Endpunkt in Berchtesgaden die Königsseebahn zum Königssee in Betrieb. Zwischen den beiden Bahnstrecken bestand eine Gleisverbindung auf dem Berchtesgadener Bahnhofsvorplatz. Diese wurde nur als Betriebsgleis für Dienstfahrten genutzt und diente zudem als elektrische Verbindung zwischen den beiden Bahnen, die vom gemeinsamen Wasserkraftwerk Gartenau gespeist wurden. Der bayerische Teil, wie auch die Königsseebahn, wurde mit 1000 Volt Gleichspannung elektrifiziert. Als Stromsystem für den österreichischen Abschnitt wurden 800 Volt Gleichstrom gewählt, was eine damals übliche Spannung für Straßenbahnen war. Dieser Unterschied rührte aus der Streckenführung: der bayerische Abschnitt war durchgängig auf einem eigenen Bahnkörper, der österreichische Abschnitt hingegen größtenteils auf öffentlichen Straßen geführt worden.
Am 18. Mai 1912 stießen auf Höhe des Helmlehen in der Unterau zwei Personenzüge zusammen. Ihre Triebwagen wurden stark demoliert, acht Personen schwer und 20 leicht verletzt. Zudem wurden nach schweren Unwettern verschiedentlich die Gleisanlagen unterspült. Für die Dauer des Ersten Weltkriegs führten Soldaten des militärischen Grenzschutzes bei den Grenzzollämtern die Passkontrollen durch, so auch in Schellenberg Markt.

### Abgebrochener Umbau zur zweigleisigen Hauptbahn

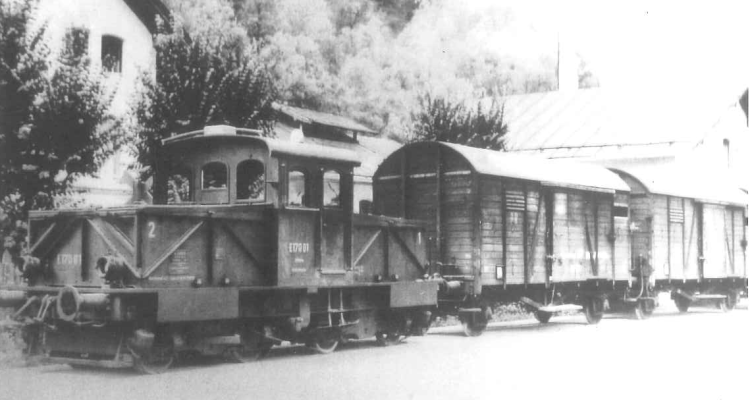
Die nach Abbau der Oberleitung eingesetzte Akkulokomotive E 170 01, um 1950

Nach der Machtergreifung der Nationalsozialisten in Deutschland 1933 gingen die Fahrgastzahlen auf der Strecke aufgrund politischer Repressionen stark zurück. Gleichzeitig wurde jedoch der Bau einer zweigleisigen Hauptbahn zwischen Berchtesgaden und Salzburg geplant, die bei Elsbethen mit der Salzburg-Tiroler-Bahn verknüpft werden sollte. Das Projekt stand im Zusammenhang mit der zu optimierenden Führung der zahlreichen Sonderzüge nationalsozialistischer Größen nach Berchtesgaden, die ohne Fahrtrichtungswechsel im Bahnhof Freilassing auskommen sollten, sowie einem verbesserten Eisenbahnanschluss der Alpenfestung Obersalzberg.
Nach dem Anschluss Österreichs im März 1938 konkretisierten sich die Hauptbahn-Pläne. Um diese sowie den Ausbau der Deutschen Alpenstraße zu ermöglichen, wurde am 2. Oktober 1938 der Gesamtverkehr zwischen den Bahnhöfen Au bei Berchtesgaden und Hangender Stein sowie darüber hinaus auf österreichischer Seite bis St. Leonhard-Gartenau eingestellt. Die Bahnstrecke wurde abgetragen, um die Straßenverbreiterung zu ermöglichen. Die Kunstbauten der Lokalbahn, wie etwa Stützmauern, wurden verschiedentlich in den Straßenbau integriert, in Schellenberg wurde ferner die Ortsumfahrung auf der ehemaligen Trasse errichtet.
Die Reststrecke über Berchtesgaden Ost und Salzbergwerk bis Au wurde jedoch im Güterverkehr weiter bedient. Zudem diente der verbliebene Streckenabschnitt weiterhin als Speiseleitung zwischen dem Wasserkraftwerk Gartenau und der Königsseebahn.
Im Rahmen des NS-Projekts wurde die Strecke schließlich ab 1938 teilweise neu trassiert und ein 244 Meter langer zweigleisiger Tunnel vom Berchtesgadener Hauptbahnhof in Richtung Salzburg gebaut. Hierzu mussten über dem Bauwerk das Hotel „Krone“ mit Eislaufplatz (am heutigen Buchwinkler-Parkplatz), das Hatzlhaus und die Hanserer-Kapelle weichen. Der Tunnel wurde teilweise in bergmännischer, teilweise in offener Bauweise errichtet. Der gesamte Aushub wurde mit Feldbahn-Loren zum Anzenbachfeld transportiert, wo ein ganz neuer Güter- und Verladebahnhof für den Obersalzberg entstehen sollte. Nach dem Anzenbachfeld hätte die Hauptbahn beim „Hammerer-Anwesen“ die Berchtesgadener Ache überquert, anschließend den Bergrücken entlang des Bergbaches durchschnitten – wobei alle dortigen Häuser und das Seppenlehen hätten weichen müssen – im weiteren Verlauf den Kilianberg teilweise unterquert um schließlich ab dem Ludlerfeld Richtung Marktschellenberg oberirdisch entlang der, 1939 gebauten, neuen breiten Straße verlaufen. Auch nördlich von Marktschellenberg wäre noch einmal eine größere Untertunnelung nötig gewesen.
Aufgrund des Ausbruchs des Zweiten Weltkrieges wurde die Hauptbahn jedoch nie fertiggestellt, so dass das zweite, östliche Gleis am Ende des Tunnels endete. Der verbliebene Güterverkehr von und nach Au nutzte jedoch ab 1940 die neue, etwas kürzere, Trasse. Zum 1. Juni 1942 wurde schließlich auch der Abschnitt zwischen Salzbergwerk und Au stillgelegt, die Bedienung der Reststrecke erfolgte mit der im gleichen Jahr zur Akkulokomotive umgebauten 170 01. Damit verlor die Strecke zugleich ihre Oberleitung sowie ihre Funktion als Speiseleitung für die Königsseebahn.
Mit der Gründung der Deutschen Bundesbahn als Nachfolgerin der Deutschen Reichsbahn für das Gebiet der Bundesrepublik Deutschland am 7. September 1949 übernahm diese den Betrieb auf dem verbliebenen Streckenabschnitt. Ende 1959 wurde die Akkulokomotive 170 01 ausgemustert und durch Kleinlokomotiven der Leistungsgruppe II und später III ersetzt. Die Strecke bis zum Salzbergwerk wurde noch bis 1968 bedient. 1985 wurde schließlich auch der Restverkehr bis Berchtesgaden Ost eingestellt. Ein Teil des Tunnels diente darüber hinaus noch bis 1991 als Ausziehgleis des Berchtesgadener Hauptbahnhofs, ehe auch dieser seine Gleise verlor und im Rahmen einer Umleitung kurzzeitig als provisorischer Straßentunnel diente.
Im Positionspapier des VDV (April 2020) wurde die Trasse als „Prüffall einer zu reaktivierenden Strecke aufgeführt“.

## Relikte
Der Bahnhof Au befand sich kurz hinter der Abzweigung der Auer Straße (B 319) von der B 305 auf der rechten Straßenseite in Höhe des Beschleunigungsstreifens; das Kraftwerk Gartenau wurde 1967 von den Bayerischen Elektrizitätswerken übernommen und liefert noch immer Strom für das öffentliche Netz.